# Дипломатически мисии в Индонезия
Това е списък на дипломатическите мисии в Индонезия. В столицата Джакарта са разположени 88 посолства. А 45 държави имат акредитирани посланици с посолства в столици на други държави. В този списък не са включени почетните консулства.

## Посолства в Джакарта
| - Афганистан - Алжир - Аржентина - Австралия - Австрия - Азербайджан - Бангладеш - Белгия - Босна и Херцеговина - Бразилия - Бруней - България - Камбоджа - Канада - Чили - Китай - Хърватия - Куба - Чехия - Дания - Еквадор - Египет | - Финландия - Франция - Германия - Гърция - Ватикан - Унгария - Индия - Иран - Ирак - Италия - Япония - Йордания - Северна Корея - Южна Корея - Кувейт - Лаос - Ливан - Либия - Малайзия - Маршалови острови - Мексико - Мароко | - Мозамбик - Мианмар - Нидерландия - Нова Зеландия - Нигерия - Норвегия - Оман - Пакистан - Палестинска автономия - Панама - Папуа Нова Гвинея - Перу - Филипини - Полша - Португалия - Катар - Румъния - Русия - Саудитска Арабия - Сърбия - Сингапур - Словакия | - Сомалия - Република Южна Африка - Испания - Шри Ланка - Судан - Суринам - Швеция - Швейцария - Сирия - Тайланд - Източен Тимор - Тунис - Турция - Украйна - Обединени арабски емирства - Великобритания - САЩ - Узбекистан - Венецуела - Виетнам - Йемен - Зимбабве |

## Офиси
- Тайван (икономически и търговски офис)
- ЕС

## Консулства/генерални консулства
Денпасар
- Австралия
- Япония (генерално консулство)

Джаяпура
- Папуа Нова Гвинея

Макасар
- Япония

Манадо
- Филипини

Медан
- Австралия (консулство)
- Индия
- Япония
- Малайзия
- САЩ (консулство)

Пеканбару
- Малайзия (консулство)
- Сингапур (консулство)

Понтиянак
- Малайзия (Консулство)

Сурабая
- Япония
- САЩ

## Акредитирани посолства
| - Албания (Куала Лумпур) - Ангола (Луанда) - Армения (Ню Делхи) - Беларус (Пекин) - Бенин (Пекин) - Боливия (Пекин) - Буркина Фасо (Ню Делхи) - Колумбия (Куала Лумпур) - Демократична република Конго (Ню Делхи) - Кот д'Ивоар (Токио) - Кипър (Канбера) - Джибути (Токио) - Доминика (Ню Йорк) - Еритрея (Пекин) - Етиопия (Токио) - Габон (Токио) - Гана (Куала Лумпур) - Гренада (Вашингтон) - Гватемала (Ню Йорк) - Гвинея (Куала Лумпур) - Исландия (Пекин) - Ирландия (Сингапур) - Ямайка (Токио) | - Кения (Куала Лумпур) - Киргизстан (Пекин) - Лесото (Пекин) - Литва (Вилнюс) - Люксембург (Банкок) - Мавриций (Куала Лумпур) - Микронезия (Токио) - Монголия (Банкок) - Намибия (Куала Лумпур) - Непал (Банкок) - Никарагуа (Ню Йорк) - Парагвай (Сеул) - Сейнт Лусия (Вашингтон) - Сейнт Винсент и Гренадини (Вашингтон) - Сенегал (Токио) - Сейшелски острови (Виктория) - Сиера Леоне (Токио) - Есватини (Куала Лумпур) - Танзания (Ню Делхи) - Уганда (Ню Делхи) - Уругвай (Куала Лумпур) - Замбия (Токио) |